# 新・平家物語
『新・平家物語』（しんへいけものがたり）は、吉川英治の歴史小説。1950年から1957年まで「週刊朝日」に連載された。現行版は吉川英治歴史時代文庫全16巻。新潮文庫全20巻。

## 概要
題材は『平家物語』だけでなく、『保元物語』『平治物語』『義経記』『玉葉』など複数の古典をベースにしながら、より一貫した長いスパンで源平両氏や奥州藤原氏、公家などの盛衰を描いた長編小説。
執筆にあたっては、全国数百カ所に存在する平家の落人伝説のある村落を訪ね歩くなどの取材を重ねた。架空の人物も含めて描きながら、古典の物語のみならず公家の日記等を根拠に歴史的事実をしっかり描くことにも気を配っている。
西行や文覚など、権力闘争の外にあった同時代人や庶民たちの視点も加え、それまで怨霊の代表格であった崇徳上皇を時代に翻弄される心優しい人物として描くなど、新しい視点で平安時代から鎌倉時代への「それまでにない大戦乱となった」過度期の時代を描いている。読者も、戦後復興から変革へ向け動いていた昭和中期の時代様相に重ね、「国民文学作家」たる吉川の後期代表作となった。
1955年、1956年に大映で映画化されたほか、1972年にNHK大河ドラマ、1993年～1995年に人形劇として映像化された。

## 解説
『新・平家物語』は、中世文学を代表する傑作『平家物語』をどう新たにしたのか。新は何を意味するのか。それは古文を現代語に訳しただけではない。題材を『平家物語』だけでなく、『保元物語』『平治物語』『義経記』『玉葉』など複数の古典をベースにした。国文学者島内景二によると、吉川英治は「日本文学をあまりにも永く支配してきた滅びの美学に引導を渡し、それに替わってあたらしい理念を注入しようとした。」「平清盛や、源氏の武将や、運命に翻弄された天皇や庶民たちを、エネルギッシュで活動的な人間として蘇らせようとしたのだ。」島内曰く、「新·平家物語」というタイトルは「脱·平家物語」の宣言であり、「脱·無常観」を意味している。
『新・平家物語』は平安後期に台頭した武家平清盛を棟梁とする平家が、保元平治の乱を勝ち抜き藤原摂関家にとって代わる。二十年間繁栄した後、治承寿永の乱にて源氏に滅ぼされる歴史の流れを、多くの人々の行動、動機、感情を再現して織りなされた小説である。作者は、源頼朝が平家打倒と同時に、後白河法皇の院政を撤廃し、鎌倉に武家政府を創立してゆく革命の経過を追い、源平合戦の大将軍源義経が兄頼朝に追放され、奥州平泉で自害にいたる、対立の原因考察、歴史のヒーロー源義経の心情と平和を願う信念を描く。
吉川英治は「はしがき」にかえて『平家物語』の序文を引用し、日本人に定着している従来の歴史観、人生観たる、諸行無常、盛者必衰を出発点とした。しかし、作者は、それとは全く違う死生観と運命観を展開していく。『新・平家物語』の平清盛は、平安時代後期の最強の政治勢力後白河上皇と対等で政争し、藤原貴族による摂関政治を廃止させ、太政大臣、天皇の外戚となり、律令制度の伝統に縛られる貴族に比べ、新しい政策を導入、福原（現在の神戸）に平家の首都を作り、大輪田に台風で破壊しない港を造る。これにより、宋貿易が可能になった。このようにして平家一門は栄華の頂点に立つ。しかし、清盛の死後は、半貴族半武士となった平家は、東国の豪族を統一しつつある源頼朝に敗れ、破竹の勢いで北陸道を都へ進む木曽義仲軍により、京都から西国へ追放される。朝日将軍木曽義仲は都を制すること二年たらずで、源義経、範頼軍により宇治、京都、瀬田で滅ぼされる。その間平家は瀬戸内海を中心に海陸軍を再編成、東国から押し寄せる源氏の陸軍を屋島より脅かすかに見えたが、源義経の率いる陸海軍により一の谷、屋島、壇之浦海戦で大敗殲滅する。この小説は軍記物語である。平家全盛時代の中で、源頼朝、源頼政、木曽義仲と源義経が、みな同じ平家打倒の念願にむけて、それぞれ別な道を生き延び全源氏の目標を果たした生涯が全巻にわたってかかれている。治承寿永の乱で活躍する数々の東国の武将たちは、平安時代の華やかな貴族社会の下で、土着武士として堅実に生き抜けた個性の強い土豪たちで、頼朝は源氏の棟梁として東国を源氏の旗の下に統合していく。これら東国武士は源平合戦で多くの戦勝をあげ、おおくの武勇談が語られる。一方で、当時の貴族の日記（『玉葉』等）の様な歴史的一次資料を用いることで、歴史的事件の当日の天候を調べたり、有名な「殿下乗合事件」に関して、その狼藉の首謀者が、（平家物語の記述とは異なり）実は清盛でなく意外にも平重盛だったという、現在定説になっている説を採用するという、実証的な執筆方針を行っている。
作者はここで、滅び去る平家の公達たちの生涯を隈なく描いている。清盛以外の平家の人々は貴族の生活になじみ、歌をよみ、音楽を好んだ。それらの和歌や運命の戦いの前に奏でる雅楽の悲しい音色が読者の心に響く。戦勝殊勲第一人者と自他認められていた大将軍源義経は、梶原景時の誹謗中傷により、頼朝の反感を買い、頼朝は義経の忠誠を疑い源氏、鎌倉政府から勘当、追放する。義経は頼朝への忠誠を腰越状で誓うものの、新鎌倉政府の守護地頭に追われる。九郎判官義経は、弁慶、伊勢三郎などの数人の股肱と共に修験者に変身して、安宅関を通り抜け、奥羽平泉の藤原秀衡にかくまわれるが、秀衡死後、頼朝の圧力に屈する藤原泰衡の手勢に襲われ果てる。作者は、義経の壇ノ浦の後の行動を詳しく追う。義経は頼朝の侮辱挑戦にもかかわらず、武器をすててあえて自滅の道を選び、再び多くの犠牲をもたらす戦争はしないと自分に誓う。その悲劇の英雄義経と家来の堅い主従の誓いは微笑ましく、また悲しい。
この小説には、権力を掴み取ろうとする男たちが果てしなき戦いに明け暮れする中で、時代の荒波に翻弄される女たちの恋の生涯が書かれている。まず最初に登場する平清盛の母で白拍子の祇園女御は、諸行無常のイメージとはかけ離れた精力的な女性である。それに対して、袈裟御前、藤原多子、常磐御前、祇王、静御前、千手、河越百合野はそれぞれ悲恋な生涯を送る。北条政子は頼朝の恋人、妻、そして時政の娘として歴史を動かす。木曽義仲の妻、愛人の巴と葵は、藤原貴族の深窓の女とは全く違う木曽の山村で義仲と育った強い女武将である。彼女たちの義仲への愛も強烈である。女奴隷の山吹は義仲の愛を独占しようとする嫉妬の塊である。清盛の妻時子は、多くの子供を産む良き妻、母で半生を送るが、清盛亡き後は二位の尼と平家の人々から尊敬される平家の魂と自認し、壇之浦では幼い安徳天皇を抱き、西方浄土を求めて入水する。清盛の娘で高倉天皇の中宮建礼門院徳子は、幼い安徳天皇が御座船から海に飛び降りたと見るや、御自ら後を追う。建礼門院は潮の流れから源氏の武士たちにより救い出される。戦後は京都大原の寂光院で、尼として滅び去った一族の鎮魂に余生を捧げる。また出家して武家社会の欲望の渦から逃れようとする僧に西行と文覚がある。作者は、彼の等身大の分身として阿部麻鳥を創作した。彼と妻の蓬は、医者夫婦として人道の道を歩み、戦争の災禍を逃れてささやかな庶民の幸福を得る。 「新・平家物語」はこれらの多くの人々の生涯を、時代を追って描く大長編小説である。

## あらすじ

### 第一章 ちげぐさの巻
小説の初頭では青年平清盛の生きている貴族社会が語られる。平家は天皇、上皇に仕える地下人であり貴族階級の下の奴隷階級であった。清盛の出生は秘密に包まれている。母泰子は白河法皇の愛人、白拍子祇園女御であった。後、清盛の養父平忠盛は死ぬ前の病床ではじめて清盛に、白河法皇の落胤であることを告白する。忠盛は鳥羽上皇の信頼厚く、地下人として初めて内裏の昇殿を許され、貴族独占の政治の中で貴族側からの様々な陰謀があるが（昇殿問題）力を伸ばしていく。侍所に仕える源ノ渡は、佳麗な雑仕女袈裟御前を娶る。遠藤盛遠は結婚する前から袈裟に心を惹かれ、執拗に言いよるが、袈裟はあえて遠藤盛遠の手で自分の首を討たせる。死をもって夫への貞操を守った袈裟の女の道の悲しさに人々は瞼を熱くする。盛遠はこの罪により都の北山、高雄、栂ノ尾の山に逃亡、熊野那智の滝で厳しい修行をつみ、武士の身分を捨て、坊主文覚に変心する。栂ノ尾の山の中には鳥羽僧正の山小屋があり、鳥獣戯画で有名な覚猷僧正が登場する。平清盛は貧乏貴族の藤原時信の娘時子と結婚し、時子の弟、後の大納言平時忠と後の建春門院となる妹の滋子を義理の弟妹に持つ。武士佐藤義清は、妻娘のいる家族を捨てて出家して、西行法師と名乗り、和歌の道を全うすべく全国を巡業する。鳥羽天皇は15歳で天皇になった時、白河法皇の養女藤原璋子（後の待賢門院）を中宮に迎えたが、白河法皇は高齢まで好色で、藤原璋子が鳥羽天皇の中宮になった後も寵愛し続けた。鳥羽天皇はその屈辱を忘れず、璋子の産んだ第一皇子顕仁（崇徳天皇）を自分の産んだ男子とは思わず、鳥羽上皇と崇徳天皇の関係は死ぬまで冷たい。鳥羽上皇は白河法皇崩御の後すぐ、待賢門院藤原璋子を後宮から追放し、美福門院藤原得子を寵愛する。平忠盛は崇徳の皇子一宮の乳母有子を後妻にむかえ、彼女がのちの池の禅尼である。

### 第二章 九重の巻
比叡山延暦寺は皇城鬼門の鎮護、天皇本命の道場として歴代天皇の帰依深く、数千人の僧侶、荒法師がその威厳を大いに振るっていた。おりしも祇園祭で平清盛の郎党二人が祭り酒の酒気にあおられ、延暦寺の法師神人を傷つける事件を起こす。これをきっかけに比叡山は日吉山王の神輿を担ぎだし、洛内へ強訴に出た。延暦寺は朝廷、院へ、加賀白山の廃寺の荘園を叡山の領有として認めさせるべく、また清盛の義弟平時忠と郎党平六の身を引き渡すよう要求した。鳥羽上皇はこの要求を無視し、平清盛が一人二千余の比叡山の大衆に立ち向かい、日吉山王の神輿に弓を放ち、法師大衆を比叡山に退散させる。左大臣藤原頼長は平清盛のこの大胆な行為を皇祖の尊霊を汚すものとして死刑を要求したが、それに対して少納言藤原信西は、清盛のしたことは、院の一任に従うものと清盛を弁護した。この信西の意見により、平清盛は銅の公納の軽い罰金刑に課せられるのみとなった。この事件の背後には左大臣藤原頼長が源氏の棟梁源為義をひいきし、平氏を中央政府から退けたい意図があった。これを機会に藤原信西と平清盛の同盟が始まる。その頃、崇徳天皇は幼少の異母弟に玉座を譲り近衛天皇が生まれる。近衛天皇の后の選定を巡り鳥羽院で大きな政争が発生する。当初、鳥羽上皇は左大臣藤原頼長の養女多子の立后に同意していたが、鳥羽上皇の中宮、美福門院の反対にあい、美福門院の養女呈子に変更した。頼長の父藤原忠実の執拗な働きかけにより近衛天皇の皇后は藤原頼長の養女多子と決まり、この政争は頼長と忠実側の勝利に終わったかに見えたが、彼らと美福門院との関係は悪化する。悪左府藤原頼長は、天皇の外戚摂政および藤原氏の長者となり、朝廷の重職を一手に握る権力者となる。13歳の時に藤原多子と結婚した近衛天皇は幼少から不予であったが、久寿2年（1155年）17歳で崩御する。近衛天皇の母親美福門院の悲しみは深く、落胆したところに、悪左府頼長忠実親子が近衛天皇の死を呪詛したという噂が流れる。これは藤原信西が仕掛けた罠であったが、頼長忠実親子はこれにより、鳥羽上皇、美福門院の怒りをかい、政界から失脚する。また鳥羽上皇は近衛天皇の後、第4皇子雅仁親王を後白河天皇とし、崇徳新院は次期皇位は彼の第一皇子重仁親王の順番であると期待していたのであるが裏切られる。この天皇家内の皇位争いが、鳥羽法皇が保元元年（1156年）7月2日に他界した後直後に保元の乱の勃発に導く。失脚した藤原頼長は勢力挽回を図るべく皇位継承から外れて不幸な崇徳上皇を担ぎ上げていく。崇徳上皇は長年、三条西洞院の柳の水の御所にひっそり世捨て人の生活をしていたが、柳の泉守として上皇のそばに誠実に勤める阿部麻鳥が登場する。

### 第三章 保元の巻
保元の乱では後白河天皇内裏側に対して崇徳上皇が反乱の旗を挙げた。崇徳側には藤原頼長、源為義、平忠正の率いる武士兵が加勢し、後白河天皇の内裏側には源義朝、平清盛、源頼政などの名だたる武士族が名を連ねる。天皇、藤原氏、源氏、平氏、各家族が内部で敵味方に分裂する、。後白河天皇は仮内裏の高松殿の御座所から東三条第へ行幸、ここに関白藤原忠通、少納言藤原信西など多数の公卿が集まり、それに源義朝、平清盛を主力に兵庫源頼政などの武臣がそろう。崇徳上皇は鴨川の東側に位置する白河北殿に遷り、源為義が当年18歳の為朝など子息6人と郎党200騎を率いて参戦する。源氏は義朝だけが後白河側につき、為義のほか6人の子息は敵の崇徳軍で戦う。平氏では清盛の叔父忠正だけが崇徳側でほか全員官軍に属する。崇徳側では、八郎為朝の超弩級の矢が猛威を振るい、平清盛軍を駆け崩す。法荘厳院の西裏の戦いは激烈を極める。為朝の手下には九州以来のたくさんの豪の者がいたが、斎藤実盛、金子家忠、片桐景重、大庭平太景義、弟景親などの源義朝の多くの精鋭達の手にはかなわなかった。特に斎藤実盛、大庭景義景親兄弟により為朝の猛兵たちが討たれた。戦いは官軍の勝利となり、崇徳上皇は白河北殿を出て、源為義、平忠正らに守られながら、北白川から如意山に逃れた。悪左府藤原頼長も白河北殿から落ち延びる時に流れ矢にあたり、夜, 父忠実を頼り宇治から奈良興福寺に逃亡するが、忠実は朝賊頼長を家に入れず救助を拒絶したため、頼長は舌を噛み自殺する。戦いが終わると、崇徳新院側とみられる逃亡者の峻烈きわまる追捕が始まる。右馬助平忠正、忠正の息子、長盛、忠綱、正綱は六条河原で首を斬られる。源為義は、七条の草原で首を斬られた。主犯者崇徳新院は讃岐へ流罪となり、遠流から8年目、46歳で死ぬ。その間少納言藤原信西の専制政治に不満を抱く公家たちが政府を覆す計画を立てる。三位藤原経宗、権中納言藤原信頼、越後中将藤原成親、伏見源中納言師仲、検非違使別当藤原惟方などが京都の郊外深草で謀議を重ねる。武門では源義朝が、信西の政策に不平を持っていた。この信頼らの不平貴族と不平武士義朝一党が結ばれた。彼らは、平清盛が平治元年（1159年）12月4日に熊野権現に旅立つ機会に藤原信西を討つと決定した。

### 第四章 六波羅行幸の巻
第四章は平治の乱の話である。右衛門督藤原信頼、左馬頭源義朝を首謀者とする反藤原信西派は、平清盛が熊野詣に出て京都を留守にしていた隙に、平治元年（1159年）12月9日夜半、後白河法皇と二条天皇を幽閉する。少納言藤原信西はその晩、仙洞御所にいなく、姉小路西洞院の自宅から馬で逃亡するが、12月13日に小幡峠で討たれた。信西の子息、身寄りの者19名も囚われ、斬られた。藤原信頼一味は内裏を武力で占領し、天子の宮殿、紫宸殿、清涼殿で天子不在のまま政治を自在にする。紀州の切目村で都の異変を知った平清盛は、都で起きた反乱を人生最悪の災難と覚悟する。その時の清盛について吉川英治は、「清盛の決意と行動については、古典の諸本が皆、清盛の不決断と退却策を彼の本心みたいに書き、そして、その卑怯を諫めた者を、子の重盛であると、ひどくかれを無分別者扱いになし終わっている。」しかし、吉川の書く清盛は六波羅に残る家族の安全を気遣いながら、反乱軍を討つべく勇敢に京都へ引っ返していく。作者は平清盛について、「こんな難局の大舞台を、いながら回転させ得るほどな力量の人物は、平安朝の幾世紀にも、この日までは、出づべくして出なかったといっても過言ではない。」と書いている。清盛は後白河上皇と二条天皇を救出させる。二条天皇はそのまま六波羅へ行幸され、六波羅は仮御所となり、これにより平家は官軍となった。天皇、上皇を平氏に逃した源義朝の落胆は大きく、信頼と運命を共にしたことを多いに悔やみ憂れう。賊軍となった源義朝は、武器の力で清盛と決戦する覚悟をする。兵庫頭源頼政は反乱軍を去り三条河原により源氏軍に加勢しない中立体制を示す。内裏に立て籠る源氏軍は約2千、それに対して平家軍は3千、12月27日明け方戦闘開始する。大将に任ぜられた平の嫡男重盛と源氏の嫡男悪源太義平の華々しい一騎打ちが紫宸殿前の南庭に植えてある左近の桜と右近の橘あたりを何度も駆け回る場面が繰り広げられる。義朝は、今が孫子の代までの運の分かれ目と感じ、六波羅を総攻撃で攻める。特に坂東武者はその野性の勇と武門の中で磨きあう恥なき名において勇敢に戦い、六波羅内は大混乱に陥る。平治の合戦は、その激しさ、保元の乱の比ではない。保元の戦いは朝廷と院と、あるいは貴族と貴族との戦いであった。平治の乱の場合、動機は信頼と一味の若公卿が口火役に踊っただけで、爆発したのは源平二系統の軍部と軍部の争覇であった。平家軍は六波羅で持ちこたえ、体制を挽回、頼政の一手の渡辺党が平家軍勢に加勢、六波羅軍が五条の西詰で突如赤旗を掲げて現れ、義朝軍を包囲するかに見え始めた。平家軍は市内の源氏町界隈を焼き始め、源氏軍がもろくも崩れ去っていった。義朝、義平等鴨川上流へ逃げていく。都の北へ落ち延びる義朝の股肱は14名しかいない。堅田から琵琶湖を超え東近江の野洲川尻へ逃れた義朝のもとには、義平、朝長、頼朝の3人の息子と鎌田政家、平賀義信、金王丸、佐渡重成の四人の家来だけになった。義朝以下馬上の一行は雪の夜を鈴鹿峠向かうが、途中頼朝が馬上居眠りして義朝と二人の兄たちから落伍してしまう。頼朝はこれより一人美濃の青墓の長者大炊のところを目指す。そこには義朝の愛人延寿がいる。頼朝は延寿から、父義朝が長田忠致に諮られ、股肱の鎌田政家とともに、最後を遂げたことを知る。また兄朝長も矢傷の重症を負い死に、義朝の嫡男義平は青墓で義朝と別れ、木曽路へ向かったので助かった。14歳の頼朝は一人尾張へ向かう途中尾張守平頼盛の家人弥兵衛宗清につかまり、京都六波羅に連れ去られてしまう。清盛の義母池の禅尼が仏者の慈悲の心により清盛に頼朝を助命させるように強く働きかけ、頼朝は伊豆へ流されていく。義朝と常磐御前の３人の男の子、今若（8歳）、乙若（6歳）と牛若（2歳）はそれぞれ寺に預けられることになった。

### 第五章 常磐木の巻
平治の乱（1160年）の勝利者平清盛は、敵将源義朝の四人の男の子を生き残すべきではなかった。壇之浦の戦い（1185年3月）でこの源頼朝と弟義経に滅ぼされる平家の人々は、なぜ清盛はこの時厳しい決断をなさなかったかと無念がる。3人のお子を手放した常磐は、清盛に女体を許す。清盛が政治と貞操とを交換条件に無力な寡婦を無理に口説き伏せたというのは巷の捏造であり、鎌倉期の筆者が作り上げたものである。清盛の常磐に対する接し方は、征服者の強姦者ではなく、思春期の青年が初恋の女性にあこがれるそれであった。常磐は、清盛の寛大な処置を恩とは感じ、情けとはうけても、女の自由は、なお彼女の意志のものであると思う。世間は、清盛に身を預ければ、栄花が望めると言うが、常磐は母性の理智と堅くまもる貞操の意志の底でなぶられる孤独な生活を続ける。常磐は人恋しい思いで清盛を待ちわびるが、清盛は朝廷の公務が忙しく、その後常磐を一度も訪れていない。義朝の傍に仕えていた家来、渋谷金王丸の父親は、武蔵の国渋谷の庄の住人渋谷重国である。金王丸は、父親から義朝の愛人と子供の行方を見守る特別な使命をおびて、都に潜んでいた。金王丸は、常盤御前の境遇の変わり方を見て、夫の仇である清盛に身をまかせたことを不潔に思っていた。金王丸は、常磐を刺し殺そうと常磐の近辺をうろつき迷っている頃、常磐から部屋に入るように誘われて話す。そこで初めて、義朝が平治の乱で敗れて逃亡する前常磐に遺言を書き送ったことを知り、義朝の遺言を読んで、常磐が義朝の遺言通りの覚悟で生きていることを悟った。金王丸は、これからは常磐の身を守ると、新たな使命を自分に言い聞かせる。常磐は、清盛の取り計らいで、前の大蔵卿藤原長成のところへ後添えとして嫁いでいった。その頃歌法師西行はその後、奥州藤原秀衡を訪れ、佐藤義清といっていたごろの家来を弟子西住にする。西行の心は、仏の道に入る為に妻子に与えた深刻な嘆きが何千倍もの深傷となって痛む。今もなお惨心が肉体から離別できない。西行は都に帰る途中の琵琶湖の船で、平泉ではたらく造仏師音阿弥と出会う。同じ船中で藤原秀衡の家来、後で戦争商人になる金売り商人吉次が初めて小説に登場する。西行は京都で、以前和歌友達であった待賢門院の女房中納言の局を訪問する。また彼の旧居のあたりを彷徨し、あの頃の妻子のことを悶々と思い出す。あの頃五つであった娘が今は世帯を持って仲良く夫婦暮らしを営むのを外から垣間見る。内裏では、18歳の二条天皇が、23歳になられた亡き近衛天皇の皇后多子に恋をされた。天皇の父親後白河上皇、多子の父親徳大寺公能も反対したが、二条天皇は天子の御意思を通され、多子は入内し前代未聞の二代の后になった。六条牛飼い町に住む車工匠良全の娘明日香は、金売り吉次に奥州平泉へ連れ去られるところであった。近所に住む麻鳥が明日香を吉次から取り戻す。この明日香がのち有名な白拍子祇王である。明日香はそれから、麻鳥の家に来るようになる。この頃平清盛は長年の夢をかなえたいと準備を始める。福原に都を造る、大輪田に港を造る、平家氏の社厳島神社を一大天国にする。清盛は波上に厳島神社を眺め、恍惚とひとみを凝らす。

### 第六章 石船の巻
この章は平家全盛時代である。二条天皇は、院政反対の第一人者で、院と朝廷の対立で感情を激され、夜は弘徽殿の后多子との睦まじい生活に、尊い生命を燃焼浪費され、永万元年（1165）23歳で他界される。しかし、二条天皇はご危篤のなか急遽、天皇の一宮（天皇六条）に皇位を譲られる。後白河は同時に、建春門院滋子の産んだ憲仁を（後の高倉天皇）を皇太子になされた。天皇2歳、皇太子は6歳である。御年28歳の皇后多子のたび重なる御悲運で、玉の簾、錦の帳内みな涙に褪せていく。二条天皇の大喪は船岡山で執り行われたが、この葬送の夜、叡山の大衆と興福寺との間で額打論の大喧嘩が起こる。仏寺の紛争は拗れて収まらず、六波羅にむかった延暦寺の兵が清水寺に火をつけ、清水寺が全焼する。比叡山と興福寺の武力対立は、清盛をおいていま誰も仲介はできない。その実力を鑑みて、後白河法皇は平家抑制の内部方針を変更し、清盛と結ぶ決心をされる。清盛はこの機会に内大臣となり、翌年には武士として初めて太政大臣に昇格する。平相国清盛50歳である。清盛の栄達には暴力も陰謀も用いられていない。これより約15年続く平家全盛時代がはじまる。平家60余名の名だたる一族があらゆる部門に職を統べる。平大納言時忠がこの頃「平家にあらずんば人に非ず」といったと言われる。17歳の乙女白拍子祇王は六波羅にまかり清盛の見染められ清盛のもとで住み始める。また君立ち川にもう一人可憐な白拍子が現れる。清盛は仏御前の気高く美しい威厳な踊りに魅せられ、仏御前はそれから西八条に嫁ぐことになった。まもなく祇王とその母親の尼、妹の妓女、仏御前の4人が出家して同じ庵に住み始める。嵯峨野の祇王寺は今も残る。清盛は、5、6年のうちに寒村福原に雪の御所を中心とする別荘地を開発する。平氏の富をもって大輪田の築港を手掛ける。清盛は太政大臣を辞職して朝廷の任務から遠ざかり、大輪田の泊りの築堤に専念する。国庫による財政援助の話は進まず、清盛は決断して平家の私財を投げ打って、秋から夜も船篝をつらね、数千人の土工、人夫、船夫、技官が昼組、夜組に分かれて不眠不休の突貫工事をすすめた。承安3年（1173）に念願の大輪田の築港がほぼ完成をみた。これにより大輪田の港に宋船が入港するようになり、宋貿易が始まる。六条天皇が御退位され、高倉天皇の即位が実現する。六条上皇は5歳、高倉天皇の9歳である。これらの人事は後白河法皇と平清盛の二人が決定、摂関家上卿には知らせるだけで、朝議にもかけられない。このことはとりもなおさず、藤原氏の特権であった、皇室と血縁による繋がりによる政治が、横あいからの闖入者平家に踏みにじられたことを意味する。この平家全盛、藤原家衰退を象徴するような事件が起こる。摂政藤原基房の牛車と平資盛の車が大通りですれ違うが、平資盛と摂政基房の家来同士が凄惨な大喧嘩を起こし、怪我人を出す。平重盛の命令で、平家の武士が、公務で内裏に上がる途上の摂政基房の牛車の随身侍を襲い乱暴した。清盛は一門の横柄さを諫めるごとく、摂政基房に謝意を示し太政大臣に昇進させる。承安2年（1172）清盛の一女徳子は高倉天皇の中宮になる。天皇御12歳、徳子は18歳である。京都の巷では、文覚が院の悪政を見かねて、法住寺殿の後白河法皇の宴会の場に押しかけ院政をののしる。そのため文覚は伊豆への流罪に処せられる。このあと、蓬と麻鳥は、一条にある藤原長成の屋敷に常磐を訪れ、常磐が15歳になる牛若の将来を心配していることを知る。常磐は、蓬と麻鳥に銀の小観音像と手紙を託し牛若に手渡してほしいと頼む。麻鳥は常磐の願いを適えることを決心し鞍馬山へ侵入する。同じころ奥州の金売り商人吉次が小若をつれて鞍馬寺に参籠する。鞍馬山僧正ゲ谷には、源氏の御曹司牛若を巡り、吉次、小若、麻鳥の他にも源氏の残党がうごめいている。

### 第七章　みちのくの巻
この章では、悲劇の英雄九郎義経の成長が語られる。２歳の幼少から平泉の藤原秀衡のもとで匿われる義経18歳までの幼年、青年期が描かれている。平治の乱の後鞍馬寺に預けられた牛若は、阿闍梨蓮忍の弟子覚日のもとで学問と躾を受ける。牛若は、母との縁も母乳も美食も与えられない無慈悲な環境の中で成長し、不順に耐えられる強靭な意志と智を授かり、反骨と強い生命力を持つ。その牛若が15歳を迎える。15歳になると鞍馬寺で得度がおこなわれ、髪を切り仏門の道へ入らざるを得なくなる。僧正ヶ谷の谷底に集まる天狗たちは、主君と仰ぐ遮那王牛若を武門の道へと教育し、遮那王へ平家打倒の望みを託す。この天狗たちとは若い源氏の残党で、東国の土豪の郎党たちである。阿部麻鳥は常磐の依頼で鞍馬に忍び込み、手紙と義朝の形見の小観音像を遮那王に手渡し、母親の願いを伝える。常磐は牛若が仏門にはいり、戦争の修羅の巷に彷徨うことのない人になって欲しいと強く願っている。しかし遮那王はこの時、仏門ではなく武門の道を選ぶ。源氏の残党たちは、御曹司を平家の檻から救うため平泉の藤原秀衡に頼る。牛若は鞍馬祭り最中、天狗たちに助けられ毘沙門堂の裏から逃げだすことに成功する。奥州秀衡の家来の金売り商人吉次は牛若を平泉まで案内することを約し牛若の身を預かる。牛若は、堀川にかくまわれ白拍子の雛「龍胆」となり、六波羅の捜索から身元を隠す。この頃牛若は、近所の鼓作り磯大掾の娘、静にであう。この少女がのちの白拍子静御前である。しかし、女衒の朽縄が牛若の身元を見破り、牛若は五条大橋の上で危うく朽縄に囚われるところであったが、金王丸が朽縄を殺して牛若を助ける。16になった牛若は、一人嵐の夜六波羅番兵の目を透かし、常磐の部屋に侵入、初めて膝に抱かれて母の温かみを知る。母は牛若に教える、「武門に立っても、驕る人になってはなりません。世を守り人を愛するよい君になっておくれ。」吉次は牛若一人を荷駄の背に乗せて東国へ旅出る。尾張の那古屋の庄で、牛若は義兄頼朝の叔父、熱田神宮の大宮司祐範を烏帽子親と仰いで元服し、これより九郎義経と名乗る。義経と吉次が足柄を越え坂東へ入る時、深栖陵助重頼と千葉冠者胤春に迎えられる。吉次、義経の一行は隅田川の畔の浅草寺で一泊するが、義経は真夜中、重頼、胤春らの若者数人に誘拐される。義経は深栖重頼、千葉胤春と下総の多々羅の牧で自由に悠々と成長していく。この間、源頼政の長男伊豆守仲綱と仲綱の息子有綱に初めて会う。義経、胤春、重頼、有綱は、春三月一日に香取の宮を詣で、奉射の祭りで弓取の競いを観戦する。ここで九郎は名誉の射手那須与一宗高と弟大八郎宗重に偶然出会った。これより義経と重頼は坂東の草の実党の有縁の郎党のところを回っている。松井田の宿では旅籠の主、のちの伊勢三郎義盛と知り合う。武蔵野山奥で義経は、この漂白の一年余敗者の生活と敗土の貧しさを見、この時から奥州の平泉の藤原秀衡に接することを決心する。義経と深栖重頼は境関白河を平泉へ目指して通過し信夫里に達した時、荘司佐藤継信、忠信兄弟に迎えられる。佐藤兄弟の母は父義朝の愛人であった人で、この尼は佐藤継信、忠信を義経に家来として託し、継信、忠信兄弟はのち義経の無二の家来となる。義経は奥州の都平泉へ着き、伽羅御所で藤原秀衡に身を預けることになる。藤原三代秀衡は平泉にいながら微妙な世の動きを観る眼と知識を持っていた。平泉はいま、三代目の最盛期である。義経はしかし深栖重頼と二人だけで平泉を去り、噂によれば義経はそれから熊野新宮へ渡り那智にいるといわれる。

### 第八章　火乃国の巻
火乃国の巻では伊豆の国に流された源氏の嫡流源頼朝と北条時政の長女政子の恋の話である。頼朝は14歳で伊豆へ流されてきてから蛭が島にもう18年も住んでいる。31歳になった頼朝は朝夕法華経二部を読み、その後写経する日々を送っている。彼の流人屋敷には、配所の局亀御前が仕え、安藤盛長夫婦、佐々木定綱、盛綱兄弟と旅絵師の居候播磨邦通が住む。その頼朝を平家豪族伊東祐親と北条時政の他、六波羅の目代山木兼隆、それに伊豆の国司源仲綱らが監視する。一見何もない生活だが、頼朝は美男で好色といわれ、伊豆の若い娘たちのあこがれである。頼朝は北条政子に恋をする。政子は二十歳である。治承元年（1177年）、京都では鹿ケ谷会議が発覚し、平家追討の密議を謀った首謀者が囚われる事件が伊豆にも噂に聞こえ、六波羅に招集された北条時政は任務を終え７月に伊豆へ帰国する。だが伊豆半島は依然として平和であり、誰も頼朝が伊豆の一角に挙兵の下準備をするとは考えていない。むしろ頼朝にはその能力もなし、器でもないと観る者の方が多数であった。北条家は平将軍貞盛の血をひく歴代の平家で、時政は平清盛を主と仰ぐ伊豆の大豪族である。50の男盛りで、頑健で名利の闘いには貪欲な強さも隠そうとしない。その時政は後妻の牧の方、嫡男宗時、本人の政子にも相談せず、独断で山木判官兼隆の政子求婚願いに同意してしまった。時政は山木判官なら六波羅殿の昵近であるし将来がある婿だと見ている。時政は政子が流人頼朝を慕っていると知ると猛反対し、政子に問いただす。政子の兄宗時は、政子と頼朝の関係を歓迎しているが、政子は父親時政の立場を考え兼隆との縁談に承知する。花嫁政子はしかし、北条家と山木家の祝儀の席から頼朝に与する土豪の若党たちに誘拐されてしまう。花婿山木兼隆は激憤し、時政に政子を見つけ出せとさんざん抗議するが、政子は、頼朝の住む蛭が島の配所にもおらず、北条時政も近辺一帯を探させるが見つからない。時政は山木家にひたすら謝るだけである。山木目代兼隆は武力を脅すが、伊豆東国近辺の豪族や、中央の六波羅は伊豆での騒ぎを好まず、政子を取り戻すことはあきらめざるを得ない。この頃、高雄の上人文覚も奈古谷寺に流されている。流人同士の頼朝と文覚は初対面をして、相手の腹の底を探り合いながらたわいない話をする。文覚は頼朝を、「これは義朝には欠けていたものを父子二代分ほどもゆたかにもって生まれた男ぞ」と観た。頼朝は、六波羅を恨むでもなし、世情の紊れを願うでもなく、天下の隙をうかがおうとするような眉色も見えない。世間の大半は頼朝はそのような器ではないと観ている。一方、加賀の白山の末寺鵜川寺の土着の僧と中央から赴任した国司の目代近藤判官師経が衝突、武力騒動になる。地方寺社は総本山延暦寺へ訴え、山門は後白河院へ向かって訴訟する。延暦寺と後白河法皇の対立は激化し、法皇も今回は山門の訴願は理由なきものとし紛糾は収まらない。比叡山大衆3千と加賀法師1千を加えた強訴の大示威が洛内になだれ込み、大内裏を襲ったが、待賢門を守る小松重盛の平家武者にさんざん射立てられて逃げ退いた。後白河法皇は延暦寺の座主明雲に改易を命じ伊豆へ配流する院宣を下された。座主を尊敬仰ぐ延暦寺の堂衆は追立の役人、警護の兵から明雲を奪い返し比叡山に引き揚げる。後白河を中心とする藤原成親、西光法師などの反平家勢力は清盛打倒の陰謀を企みつつある。六方者恐め坊が山門の堂衆の先頭に立ち、延暦寺の危機を流血の惨なく打開するべく、後白河法皇の院宣による延暦寺の罪状を張本人としてひとり受け、比叡山を下山、法住寺へ自首していく。この恐め坊が、幼名を鬼若といった26歳の武蔵坊弁慶である。弁慶は、折しも発覚した鹿ゲ谷会議の一味を捕えるべく平清盛が動員した軍勢の甲冑弓箭がひしめく町の中に東獄から脱出する。

### 第九章　御産の巻
この章では、平家一門の上に、おめでたい徳子の出産をはさんで大きな暗雲が二つ発生する。お産の前には打倒平家の鹿ケ谷の陰謀が発覚する。お産の後には近畿地方に潜伏する九郎義経の動向が描かれる。
京都東山の如意ケ嶽の山ふところにある鹿ケ谷に法勝寺の執行俊寛僧都の山荘がひっそりと建つ。治承元年（1177）5月26日、後白河を中心とする反平家勢力の顔ぶれが風雅の会にことよせて平家転覆の密議の会合に集まる。首謀者は西光法師、新大納言藤原成親、俊寛などである。後白河法皇も法住寺を留守にして鹿ケ谷に自ら赴かれた。法皇の清盛に対する危惧は根深く年久しいものであった。一味は事を挙げるは今だと判断した。山門攻めに軍を動かしている最中、平家方は怪しみもせず、見過ごすであろうと判断した。公卿たちは北面の武士、検非違使の他に、源頼政、大和源氏の多田蔵人行綱を頼みとしていたが、頼政は参加せず、行綱は院方の勢力には勝算なしとおののき、福原の雪の御所にいる平清盛に密告した。清盛は平家の兵馬を招集し、即、京都西八条の館へ帰り、素早く平家を傾けんとする輩全員を召し捕らえる。公卿たちは軽率にも天下を覆すような大事を管弦のお遊びのように進めた。清盛は後白河法皇が張本人であられると知っているが、法皇の御心不問にする。鹿ケ谷に連座したものは全員検挙処罰されて事態は速やかに終息する。吉川英治はここで古典平家物語と異なる解釈をしている。古典では清盛が謀叛人成敗だけでは飽き足らず、法皇のお体も他の場所へお遷しせんと出陣したものとなっている。まず西光が朱雀の辻で首を斬られ、他の謀叛人もみな流刑に処せられる。法勝寺の俊寛僧都、平判官康頼と丹波少将藤原成経は鬼界ケ島へ遠流される。1年後、康頼と成経だけは中宮徳子の御安産祈禱の大赦で都に呼び戻されたが、俊寛だけは鬼界ケ島に取り残され、36、7の若さで果てた。治承2年（1978）11月12日、高倉天皇中宮平徳子が皇子を産む。後の安徳天皇である。清盛の喜びは格別である。相国夫婦は帝室の外祖父、外祖母となる。その頃、義経は平泉から熊野船にかくれ那智へやってきた。新宮には義経の叔父十郎行家がいる。行家の姉も新宮の別当行範の妻で義経の身寄りである。義経の小さい願いは、母を迎えて一つ屋根の下で暮らすことである。その願いをかなえるため、熊野灘で舟航の技術を磨き、那智寺、青岸渡寺の書籍を読み、文武の鍛錬に励む。義経は、新宮十郎行家の館に身を置いているとき、知多坊月尊に変身した鎌田正近から、母常磐の消息を聞く。都一条の以前の家は火事に焼け、常磐は山里で無事住んでいる。正近はまた、京で放火強盗をはたらき人心をかく乱するのは山下兵衛義經であり、新宮行家が偽義経を作り上げたと言う。本来、新宮別当は熊野三山の総別当であるはずが、保元以来清盛と関係の深い紀州田辺の別当湛増が六波羅探題のような威勢をひろげ、源氏加担の宗家新宮の別当行範の立場がおびやかされている。そういう事情で鎌田正近と義経は京都へ移ることする。別当行範の取り計らいで義経達は新宮の海族の鵜殿家の船で護送され、惣領の鵜殿隼人介と義経の気が合い再会を誓う。また義経の一行に江の三郎（後の伊勢三郎義盛）が仲間に加わる。京都では高倉天皇、中宮徳子の皇太子誕生百ヵ日の日、平重盛が吐血して小松谷の家に籠るようになり、治承3年7月29日42歳で他界する。重盛の死は、平家全盛、その栄花が咲き誇る中、平家一門のうえに、一抹の哀愁と沈痛な反省を与えた。平大納言時忠は検非違使の別当となり、都の治安を脅かす義経狩りに奔走している。時忠は山下兵衛義經と源九郎義経は違う人間とは知らない。九郎義経は、法勝寺の一茎二花の蓮で世間を騒がせようとした伊豆有綱に出会い、有綱の案内で新宮十郎行家に会いに近江の堅田へ行く。

### 第十章　りんねの巻
吉川英治の新・平家物語はこれで前期をおえる。平治の乱から20年経て平家の幸福は頂点に達し、源氏の不幸も極大となる。その後は逆転するしかない。この反転現象を作者はりんねと言う。
九郎義經は21歳になり近江堅田から龍華へ向かう途中にある伊香立の館ではじめて郎党を従える君となる。しかしそこで義経は、自分の名が都では放火掠奪の強盗集団の頭、山下兵衛義經である絡繰りを知る。検非違使別当平大納言時忠は、都の治安を乱す張本人の義経を捕まえようと躍起となって探している。新宮十郎行家の策は完全に敗北に終わる。行家の子息行宗と堅田湖族の刀禰弾正介の子息左金吾、居初権五郎らを六波羅から釈放させるため、九郎義経は平時忠に和平案を提案した。時忠は義経の条件を全面的に承知する。京の物騒が止み、比叡山の堂衆も静まり、事態は急遽解決にむかった。義経の出した条件に従い、彼は一人で大理卿平時忠の館に自首していく。平清盛は源九郎の処分を平時忠に全面的に委嘱している。平家の公達たちは源氏の御曹司の死刑を求める。時忠は彼らを騙すため武蔵坊弁慶を殺し屋として雇う。弁慶は五条の大橋の上で九郎義経を待伏せるが、義経を取り逃がす。弁慶は、義経の隠れ家で義経に仕える老母鮫に再開し老母と涙を流しあう。この弁慶の母鮫という人物は作者の創作である。ここで弁慶は源九郎義経と主従の誓を結ぶ。義経は時忠との約束通り、すぐ平泉の藤原秀衡のもとに帰るため北陸道へ向かう。
治承3年11月7日（1179）に京都、和泉、大和近辺一帯で大地震が起こる。後白河法皇は次第に平家の所領を切り崩し、経済的圧迫を加えてくる。官職の面でも平家系の人物を追放なさる意図が露骨に表面化する。入道平清盛は後白河法皇に怒り、福原から総勢3千あまりの平家の武士を動員し、後白河法皇を鳥羽の北殿へ遷し奉る。清盛は関白、太政大臣、卿相雲各43人の官職を解き即日遠流に処す。これにより院政が廃止され、政治が内裏に復帰された。治承4年（1180）高倉天皇は皇太子に御位を譲られ3歳の新帝安徳が誕生する。清盛はこれより天皇の外戚となり、平家の権力はいよいよ後白河を凌ぐほどになった。清盛の専断、一門の驕りは今が平家の頂上に達したとみられるようになる。源三位頼政は、長男伊豆の守仲綱、新宮十郎行家とともに、後白河の皇子、以仁王より平家追討の令旨を賜る。行家は山伏に身を変えすぐ伊豆の源頼朝、木曽義仲のもとへ下知すべく旅立つ。以仁王の挙兵を契機に、治承・寿永の乱がここに勃発した。

### 第十一章　断橋の巻
断橋の巻ではいよいよ治承寿永の乱が始まる。平治の乱で抹殺され二十年間も雌伏してきた源氏勢が東西呼応して平家への叛旗を翻した。都では源頼政が、そして伊豆では源頼朝が蹶起する。治承4年（1180）5月15日、検非違使の武者は平家謀叛を企てる以仁王の御宮を襲う。が、以仁王はすでに宮の乳人子の大夫佐宗信と侍童の鶴丸を伴い三井寺へ落ちていた。平清盛は平家郎党に総動員の通知を出すが、源頼政は平家の命令に従わず、息子の伊豆守源仲綱と源兼綱、郎党、渡辺党など計60騎を従え、園城寺法輪院に逃れられた以仁王と合流する。園城寺内は以仁王に呼応する戦闘派の下法師大衆と慎重派の阿闍梨、律師の上法師が対立し、評議がまとまらない。その間、八条女院暲子内親王の蔵人源仲家とその子仲光が宮の元へ参上する。園城寺の宮派が興福寺、延暦寺へ提携を促すが、興福寺は以仁王、頼政に協調の意志を告げただけで、積極的には出陣せず、園城寺の出兵を待っている。延暦寺からは返事がない。頼政、以仁王は、園城寺内が危険とみて、深夜百余騎で瀬田川尻を西の山路へ分け入り、笠取峠を越して奈良興福寺へ向かおうとする。治承４年（1180）５月2６日、60余名の宮方の兵は、平家が到着する前に宇治橋の東に差し掛かり、宇治橋を西側へ渡る。西岸に陣取る以仁王勢は橋を破壊するが、長い宇治橋のすべての橋桁をはがす前に、東側からおびただしい六波羅方の将兵が攻撃する。宇治川をはさんで東岸は六波羅勢の将士で充満、西岸の陣からもひとしく頼政勢の武者が吠え返す。平家軍に参戦した上総介忠清の子、足利又太郎忠綱が、坂東武者のする馬筏の策を提案し、六波羅の騎馬が西岸へ泳ぎ渡る。伊豆守源仲綱は力尽きて宇治平等院の釣殿に閉じ籠もり自害した。弟兼綱、八条蔵人仲家、その子仲光も果てた。渡辺党の省、授、与、清や、園城寺の荒法師たちも最後を遂げる。以仁王は、頼政、渡辺唱、乳人の子の宗信などわずかな手勢に護衛され、奈良へ向かって逃げるが、六波羅勢に追われ、光明寺道のふもとの大楠の下で自害された。頼政も宮と同じところで自害した。渡辺唱は、主君の首を抱いて木津の河原に逃げ退くとき矢に討たれ斃れた。戦いの後、平家軍勢は園城寺を攻め、園城寺の建物の大半を焼け落とし、多くの死傷者、捕虜をだした。治承４年６月、平清盛は、突如福原へ都を遷都する。安徳天皇の行幸が果てしもない列をなし、京をあとにした。後白河は囚人の御車で護送される。伊豆では、新宮行家が蛭ケ島の頼朝の配所についた。頼朝は、伊豆山の妙音比丘尼に託され匿われている北条政子の所へ行って留守をしている。佐々木定綱が頼朝を伊豆山走り湯から配所に連れ帰ると、頼朝はすぐ行家と対面する。頼朝は平伏して以仁王の令旨を拝受した。頼朝はにわかに東国の源氏へ使者を送り、兵を募る。８月17日夜、頼朝は家人、草の実党の若武者、北条時政一族郎党、計90騎で山木判官兼隆の家を夜襲し兼隆を討つ。頼朝の兵は三浦義明の兵と合体するため石橋山で野営するが、三浦勢は暴風雨のため頼朝の挙兵に参加できず、頼朝は大庭景親、俣野景久らが率いる平家の大軍に包囲される。これより始まる石橋山の戦いで頼朝の兵は惨敗し、多くの犠牲をだす。頼朝は8月24日の夜、数人の家来と大木の朽ち木の根洞で夜を過ごす。平家の大将大庭景親が大木の洞を怪しむが、同僚の梶原景時がわざと間違った証言をして、頼朝の命を救う。頼朝、岡崎義実、土肥実平、佐々木定綱の４人は、小舟で真鶴から安房へ向かって相模灘を逃亡する途中、三浦義澄の大船に救われ、無事、安房南端の洲崎に上陸し、安西景益に迎えられる。

### 第十二章　かまくら殿の巻
かまくら殿の巻では、東国の鎌倉において源頼朝の創業が進み、源氏軍が富士川の戦いで平家の大軍を破る。これによって西側では, 福原に遷都し平安京に環都する平家政権が、瓦解の危機に瀕する。安房南端の洲崎に上陸した源頼朝は、坂東の源氏由縁の諸将に平家討伐の檄を飛ばす。頼朝軍が治承４年9月13日（1180年）、安房南端の一村から北上を開始した時は、わずか200騎弱だったが、千葉常胤、上総広常をはじめ、関東の諸豪族が呼応し、北条時政、義時も甲斐から頼朝軍に合流する。２万の源氏軍は、抵抗に出会わず、10月6日、寒村鎌倉に入る。源頼朝は、鎌倉の大倉郷に鎌倉開府の礎石を築き始める。伊豆の異変は、８月の末に早打ち状で平家一門や六波羅の庁へ伝えられたが、９月になって大庭景親より、石橋山の戦いの勝利と頼朝の討死が伝わり、平家は、一時、東国の反乱を楽観視したが、再び源頼朝と木曽義仲の進軍を知らせる早馬が、東国、信濃から頻々と入る。平清盛は、６月の福原遷都の後も、後白河法皇を幽閉たてまつり、朝廷の政治を独裁しており、朝議も集議も行っていない。相国入道は、いよいよ9月21日に頼朝追討の宣旨を仰ぎ、追討大将軍には権少将平維盛を、副将軍に薩摩守平忠度を任命した。上総守藤原忠清が侍大将となり、斎藤実盛が大将の補佐をする。総勢１万騎の平家の大軍が、福原を９月22日の午後発向した。斎藤実盛は、先鋒隊に着き、富士川の川べりを偵察して、源氏軍は平家軍の秘策の裏をかいて、このままでは赤軍の大敗は確実であると確信した。その旨を平家軍の両大将に報告するが、侍大将藤原忠清に無視され、実盛は一人京都へ帰還する。平家軍は、富士川の戦いで、実盛の予想通り源氏軍に大敗して総なだれとなり、維盛、忠度の両将は惨めな姿で福原に帰って来た。頼朝の平家討伐の出陣を聞いた源義経は、急遽平泉の藤原秀衡の元を去り、黄瀬川で源頼朝と合流した。初めての兄弟の出会いに、頼朝も感動し、よく孤独に耐え立派に成人したと、義経を慰める。それから九郎義経は鎌倉国府の侍所に所属され、草の実党以来の股肱の家来衆が九郎殿山へ住み着き始めた。治承4年11月の初め、奥州平泉から金売り吉次が、寂れはてた旧都へ現れ、奥州の藤原秀衡の命をうけて暗略をはじめる。朝廷は、11月23日に、福原から旧都へ還都する。清盛が京都西八条の館に帰ると、洛中の粛清や、近江付近の掃討、園城寺の焼き払いなどを命じた。南都の大衆は、これを、平家が積極的に武力方針と弾圧政治に出てきたものと見て、平家の打倒を公然と揚言した。清盛は、世の不穏と民の平家不満を痛感し、後白河に政治へ復帰をお願いし、政治の安定を図る。後白河はまず藤原基房をもとの地位に復帰させる。清盛は、藤原基房の手によって、藤原家の氏寺である南都の懐柔を図ったが、基房の使者は僧衆の暴行にあい、藤原氏の長者の威では南都の衆徒を押さえることができない。これにより、平清盛は、頭の中将平重衡と中宮亮平通盛に平家の大軍を与え、興福寺と東大寺の僧衆を懲らしめ、平家の威力を示すよう命令する。治承4年12月28日の夜、平家方が放った火が熱風に煽られ大火に発展して、興福寺、東大寺が全焼する。大仏殿は燃えくずれ、金銅の廬舎那仏が黄金の光をあかあかと放したといわれる。大仏殿の二階では、1700余人が死に、興福寺では800余人の死体が見出され、戦いで討たれた僧兵の数は1000人に近いといわれ、そのほか、数えきれないほどの死者を出した。治承4年12月（1180年）の、興福寺、東大寺の焼亡ほど、後の世まで、悲しまれた惨事はない。養和元年、正月14日（1181年）、高倉上皇が御年21で亡くなられた。

### 第十三章　三界の巻
第十三章三界では、源義仲の台頭と平清盛の死の話である。
源頼朝が挙兵して一ケ月後の治承４年９月（1180年）に、源義仲が挙兵した。義仲は、源為義の次男、源義賢を父親に持ち、幼少のころは駒王といった。義賢は、武蔵国比企郡大蔵の庄を領していたが、甥源義平に討たれた。兄弟争いが原因で、鎌倉にいた兄源義朝が嫡男義平に命じたのだ。母の小枝と武蔵の長井の庄にいた斎藤実盛が、三歳の駒王を武蔵から救い出し、木曽に館を構える信濃権守中原兼遠に預ける。兼遠は、駒王に大きな望みを託し、元服させ、義仲と名付ける。兼遠は義仲を実女巴御前の婿に迎え、家督を継がせる。義仲と巴の間に一子義高が生まれた。源義仲は、旗挙げの第一戦で、平家党の笠原平五頼直の大軍を、長野平の市原野（市原合戦）で破る。義仲は序戦から大捷し、猛将の栗田寺別当範覚を味方に得、また範覚の養女葵を妾にした。信濃木曽の叛乱に驚いた平家は、越後の国府へ宣使を送り、城ノ資長を越後守に任じて、賊、義仲を討つよう命令する。城ノ資長は、越後、会津、信濃から将士を集め、大軍で少数の木曽軍に迫るが、義仲の軍勢は、諏訪、塩尻に戦い、桔梗ゲ原を北進し、千曲川に幕舎を張り、兵馬が増え、穀倉を占領し、諸所に軍糧を確保した。しかし、城ノ資長が病に倒れ、越後の国府軍は退却した。西八条にいた平清盛は、諸国から次々と聞こえてくる飛報に、一門崩壊の兆しを見、心安らかでない。清盛は、米寿を祝う平盛国の邸を訪れ、ひととき昔話に花をさかしたが、帰るとき頭痛に高熱を訴えて病床についた。清盛は、枕もとで夜も寝ず看病する二位ノ尼に礼を言い、また、しみじみと人生を振り返り、自分のしたことは何も残らなかった、それでも、楽しかったと、感慨深い。一門へは、皆仲よく暮らし、みかどを護りまいらせ、建礼門院のお力になって上げよと遺言する。平家一族の者は、平治の乱の後少年頼朝を生かしておいたのは、清盛の過失といい、源氏ばかりを平家の仇と思っているが、清盛にとって、いちばん怖いのは、後白河法皇だと考えていた。清盛は、二位ノ尼、宗盛、経盛、教盛に看取られて、息を引き取った。治承5年閏2月4日（1181年）、年齢64であった。清盛の死去の知らせは、平資盛が墨俣川に対陣する平家軍の大将維盛、重衡へもたらした。平家本軍はただ暗澹として、しばらく戦場の供養を行うところを、新宮行家の率いる源氏軍は、墨俣川を渡り襲う。平家軍は行家の作戦を見破り、体勢を整え、源氏軍を全滅させる（墨俣川の戦い）。行家と数人の一群は、千曲川にいる源義仲の陣中に逃げる。その間、越後国府で病死した城ノ資長の後を継いだ越後守城ノ資茂は、治承5年6月、越後、会津の兵２万を率いて源義仲を倒すべく、千曲川の西側、横田川原を占領した。対して、義仲は木曽の総軍3千７百騎を率いて依田城から出陣、横田川原で平家を討ち破った（横田河原の戦い）。越後国府の軍勢は大敗し、木曽軍は越後の国府を占領した。鎌倉にいる頼朝は、常陸の源義広の他に、おなじ源氏の木曽義仲の台頭にも危惧を感じ、寿永2年３月（1183年）の末に総勢１万余騎を従え、碓氷をこえて、浅間高原に布陣した。

### 第十四章　くりからの巻
この章では、信濃から越後へ進出した源義仲の木曽軍が、倶利伽羅峠、安宅の関、篠原の戦いで、平家の大軍を破り、比叡山に迎えられ、延暦寺東塔へ陣を構える。
源義仲は、寿永2年（1183年）、越中の国府伏木を占領し、信州、越後、越中、加賀、能登の一部まで翼下にしていた。日和見態度だった土着の武族も、あらそって、かれの陣門に忠誠をちかって来た。木曽軍は、3万騎の兵力を動員できる。このころ、源義仲の3人の女の一人、葵の前の雑仕女、16，17歳の山吹が登場する。源頼朝は、総勢1万余騎を率いて鎌倉から北上を開始、碓井峠を越え、千曲川原までその前線をすすめた。木曽の8千人の精鋭は、ただちに北陸から信濃平野へ出陣し、善光寺で鎌倉軍を迎える。対陣7日のあと、源頼朝は、木曽義仲に、新宮行家を引き渡すよう要求する。義仲の祐筆大夫坊覚明が、源頼朝と和平交渉し、木曽は新宮行家を手放さず、義仲の嫡子、11歳の志水義高を、頼朝の養子として鎌倉に預けることになった。源義仲は、大きな目標達成のため、嫡男を手放さなければならない屈辱を呑む。母親巴の悲しみは大きい。木曽と鎌倉の源氏内輪の対立の間、平家一門に、幾月かの小康状態が訪れるが、風向きは一変し、源頼朝、木曽義仲の和睦が成って、木曾数万の兵が、北陸道より都へむかって、再び攻め始める。六波羅は、平維盛、平通盛を大将とし、総勢十万騎（実際は、その半数以下といわれる）の木曽源氏討伐の大軍を編成し、寿永2年4月17日、北陸道へ出陣させた。平家軍は、斎藤実盛の献策を受け、木曽の先発隊が守る北陸道の要害、燧ヶ城を陥れた（燧ヶ城の戦い）。平軍が連戦連勝の勢いに乗って倶利伽羅まで前進するのに対し、源義仲の3万余騎の全軍は、数の上で優勢な平家軍を迎え撃つ（倶利伽羅峠の戦い）。平家の人馬は、不利な山岳戦を強いられ、源義仲軍に夜戦、奇兵、伏兵の戦術と火牛の計で攪乱され、4万の平家軍は恐怖の大混乱に陥った。全山の平家勢はみな、押しあい揉み重なって東へなだれ逃げる。その先に待っていたものは、倶利伽羅谷、後世呼んで「地獄谷」ともいう深い谷底だったのである。倶利伽羅の一戦は、木曽源氏の大捷に帰した。木曽軍は、退却する平軍を、安宅ノ関、篠原の激戦でも打ち破り、源義仲は、寿永2年6月4日、越前の国府武生へ陣をすすめた。篠原の戦いで、平家の参謀、老武士斎藤実盛が、木曽の将に討たれた。義仲は、命の恩人の首級をみて、泣き嘆いた。義仲は、武生の陣でみやこ入城への最後の準備をする。延暦寺へ「木曽殿の山門牒状」を送り、堅田湖族のかしら刀禰弾正介と延暦寺を陣中に収め、木曽軍は、三方面より都へ進み、比叡山の東塔へ陣を構えた。

### 第十五章　一門都落ちの巻
この章では、平家一門が、軍勢を従えて平安京と福原を捨てて、西国へ逃げる。平家と入れ替わりに、木曽源氏が京都へ入城するが、源義仲の武力権力の前には、御白河院政の厚い壁がはだかる。
寿永二年（1183年）7月25日の明け方、平家一門は、安徳天皇を守護申し上げ、三種の神器を唐櫃の収め、西国を目指して都を退き払った。総領平宗盛は, 御白河法皇が逐電し都に居残るのを見破れず、平家一門は、これより政治権力を喪失することになる。平宗盛は、六波羅、西八条、福原に平清盛が過去築いた、平家一門郎党すべての建築財産を焼き払った。平家一門が平安京を去る際に、悲しい別れのシーンが数々見られた。吉川英治は、維盛と妻子の生き別れ、忠度の和歌、経正の琵琶にまつわる、平家の公達の優しい心を美しく綴る。平家全盛の栄華は、ここに過去のものとなったが、大輪田の経ヶ島のみは、ゆるぎもせず、亡びようもない。平家都落ちの直前、後白河法皇は、大胆に虎口を遁れ、鞍馬寺を経て、比叡山へ逃げ、7月27日には、もう洛中の院の御所へ還られた。木曽軍の総大将源義仲は、7月28日、宿念の入洛を果たした。源頼朝より早く上洛することに成功し、平家を都から追放した。義仲はしかし、御白河法皇を頂点とする院政のからくり、公卿貴族の古い慣習に翻弄され、武士主導の政策を何一つ実現できない。木曽義仲は、左馬頭と伊予守の官職と伊予を受領し、四位下の位に任命され、朝日将軍の称号を賜ったが、かれの殿上での地位は末席で、政治権力の中枢から外された。義仲も北の方巴御前も、信濃で挙兵した時に描いた、源氏再興の夢の現実に失望する。多くの郎党を犠牲にした幾度の闘いは、何のためだったのか。愛児志水義高を、鎌倉へ人質に出したのは、正しかったのか。義仲は、「堂上の公卿ら皆、鶏合わせ同様に、おれと平家、おれと頼朝、おれと行家などをカケ合わせ、血みどろな飛毛の闘いを桟敷にいてながめ、勝ち鶏の賭物だけを取ろうというのだ」と怒り狂う。平家一門が描いた、大宰府に新しい「筑紫の都」を造るという夢は、ことごとく破られた。筑紫を流浪する平家は、大宰府権少弐原田種直に扶けられ、山鹿秀遠と弟の正遠の船で、豊前の柳ノ浦に行き着く。長門守平知盛の目代紀光季の献言に従い、平家の人びとは、屋島行宮へ渡御する。屋島の平家の御所に、西海全域に勢力を張る数々の平家の豪族が馳せ寄り、平家軍勢は俄然、勢力をもり返してきた。矢田義清と海野幸広の率いる木曽勢は、10月1日、備中の水島ノ渡しの合戦で、新中納言平知盛と能登守平教経の率いる平家の水軍に大敗北をうけた。巴御前は、楯親忠の郎党に捕らわれた、和田義盛の部下西浦七郎から、鎌倉にいる息子志水義高の消息を聞き、生みの母の涙に咽ぶ。良人義仲は、関白藤原基房の高貴な息女冬姫に、見ぬ恋に身を焦がし、作者は、このときの義仲を恋猫のようであると表現する。加茂川河畔では、脱陣した兵を追う木曽兵と院の手勢の間ですでに、武力衝突が始まっている。義仲は戦いを鎮めるため、冬姫の隠れ場所から、加茂堤へ馳せ急ぐ。

### 十六章　京乃木曽殿の巻
この章では、挙兵以来無敵の軍勢を率いて木曽山から上洛した源義仲が、御白河法皇の院政に翻弄され、自滅に追いつめられ、源範頼、義経の率いる鎌倉軍により討たれる。
寿永2年（1183年）11月19日、今井兼平と根井小弥太らの木曽兵は、新宮十郎行家の住む萱ノ御所を焼き払う。行家は逃したが、木曽勢は、さらに、法住寺殿を襲撃する。院の御所は、塀の築地に囲まれ、院方の守りも強固で、苛烈な戦闘となる。援助に馳せ着けた源義仲の手勢は、大和口西の御門から院の御所を攻撃し、これより木曽軍は優勢となり、院勢は、総なだれを起こした。このとき法住寺殿が全焼する（法住寺殿焼き打ち）。法皇も、八条の南で木曽の手勢に囚われ、五条の里内裏へ籠められた。幼少な後鳥羽帝は、樋口兼光らに、二条の南、閑院殿へ入れられた。この朝日将軍の暴挙により、六条河原には、630余人の首級が梟け並べられた。武士の首、法師の首、女の首、公卿の首、烏瓜のように真っ赤に染まっている首。源義仲は、出放題な註文を御白河法皇に宣文として下文させ、公卿49人の官職を解き、所領を没収し、摂政基通を罷めさせて、前の関白基房の子、12歳の師家を、摂政内大臣の位にすえた。義仲は、平家一門の旧所領を相続し、征夷大将軍になる。木曽義仲は、藤原基房に、冬姫の婿になることを認めさせた。その父の誓文を手に、義仲は、冬姫を藤原忠通の別荘浄光妙院の側の三重塔から奪い出し、梅小路近くの元八条女院の別邸へ移した。寿永2年12月、木曽勢に対する四囲の情勢は、ますます険しくなり、飛報も入り乱れ、義仲は、どれが真か、どれが嘘か迷い、支離滅裂な方策を連発する。寿永3年（1184年）早々には、義仲は、各地の木曽兵士を都へ呼び戻し、軍勢の再編成をはかるが、思惟の乱視にかかっていた。かれは、冬姫に恋々とひかれて、法皇を擁して北陸へ退却する時期を逸した。1月20日、源範頼を総大将とする2000余騎の右翼の大手軍と、源義経の率いる1800余騎の左翼の搦め手の強行軍は、義仲の予想よりも早く、瀬田と宇治を攻撃して来た。それに対して今井兼平は、急遽、約600騎で瀬田口の防ぎ、根井小弥太、楯親忠らは、300余騎を率い、宇治川の岸辺の防禦構築にかかった。義経軍がまず、早朝より、宇治の木曽軍勢を打ち破り入洛し、午後には、御白河法皇を五条の里内裏で木曽の幽閉から解放した。源義仲は、瀬田からなだれ込んだ範頼軍により粟津ヶ原で討たれた。朝日将軍義仲は、31で生命を終わった。かれの3人の女、巴、葵、山吹は、それぞれ生き伸びるが、藤原冬子は自害した。義経は、10年前に鞍馬寺を脱出してから再び、源氏の大将として都の土を踏む。かれは、大覚寺の寺領に小屋を建て住んでいる麻鳥と蓬夫婦を訪れ、戦乱の中に行方のわからなかった母常磐が、無残な死を遂げたらしいと知る。義経は、麻鳥に、これより戦う先々、源氏軍陣医になってほしいと頼む。後白河院は、院議で平家追討の作戦を決定し、寿永3年（1184年）1月29日、範頼、義経らの鎌倉軍は、総勢3000騎で出兵、洛外の大江山で待機する。

## 映像化作品

### 映画
- 新・平家物語 1955年 大映 監督：溝口健二、主演：市川雷蔵
- 新・平家物語 義仲をめぐる三人の女 1956年 大映 監督：衣笠貞之助、主演：長谷川一夫
- 新・平家物語 静と義経 1956年 大映 監督：島耕二、主演：淡島千景

### テレビドラマ
- 新・平家物語 1972年 NHK大河ドラマ 主演：仲代達矢
- 人形歴史スペクタクル 平家物語 1993年～1995年 NHK